# 上越市立大手町小学校

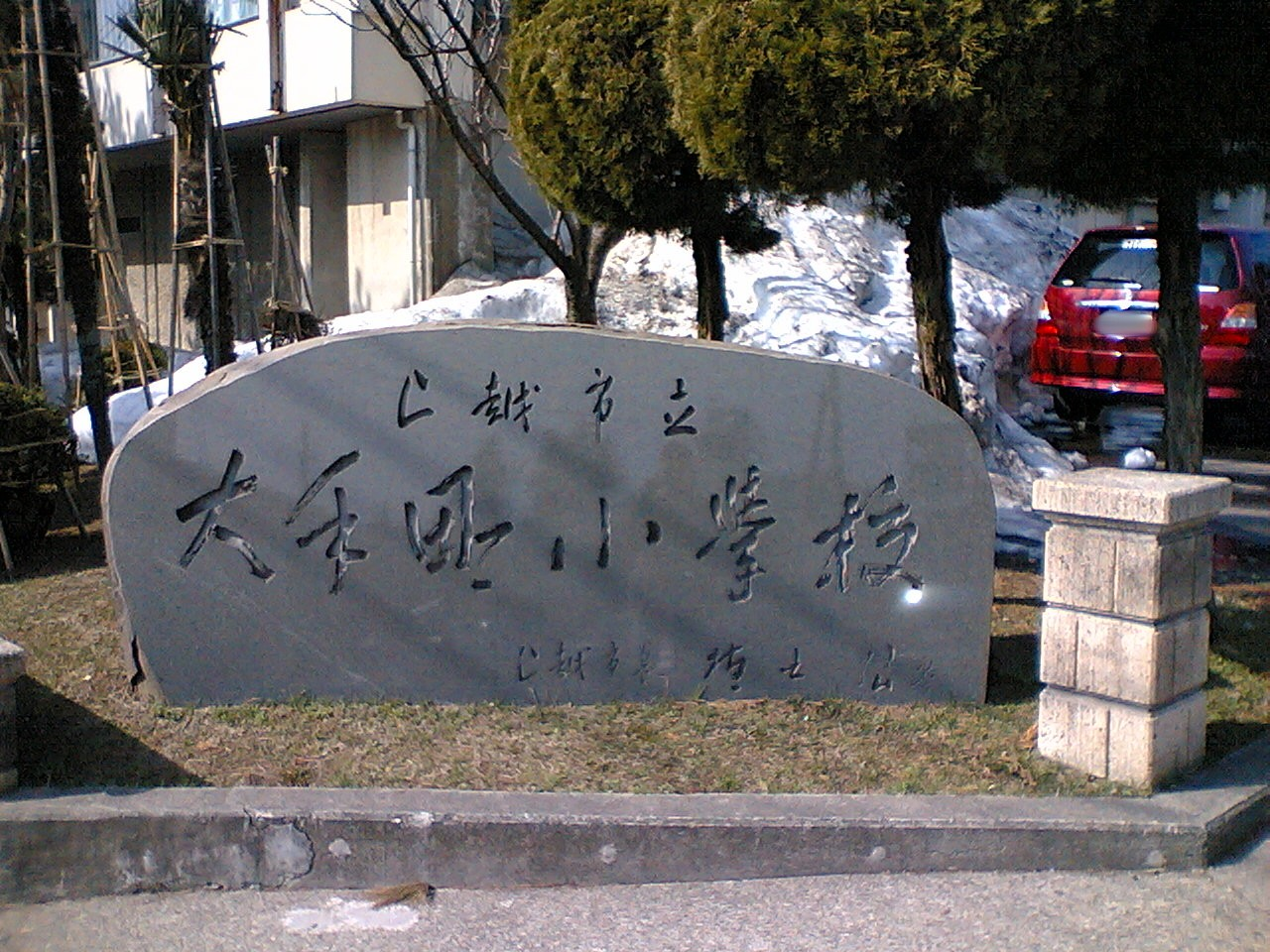
上越市立大手町小学校の石碑

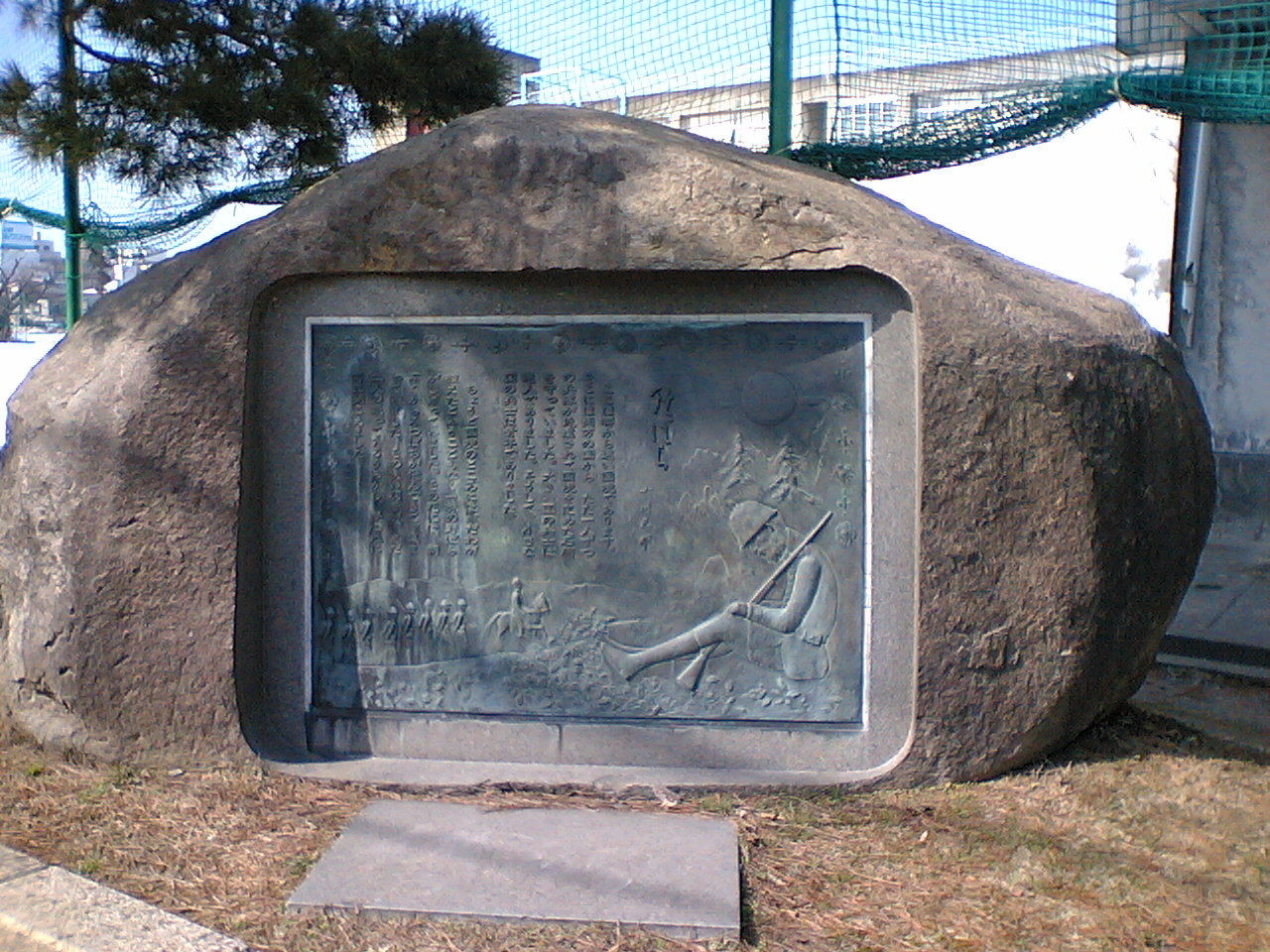
上越市立大手町小学校体育館裏にある小川未明作「野ばら」の石碑

上越市立大手町小学校（じょうえつしりつ おおてまちしょうがっこう）は、新潟県上越市にある公立小学校である。

## 概要
大手町小学校の前身は、高田藩対面所（現榊神社）に藩士子弟教育を目的とした藩校である。
2023年には創立150周年を迎えた小学校で、初等教育分野において先進的な活動を数多く行っている。1977年から半世紀にわたり文部科学省より研究校の指定を何回も受け、新課程による総合学習が導入される以前からさまざまな総合学習を導入している。
通学エリアは高田地域の中心地区であり、現校舎が竣工した1973年（昭和48年）には約800名の児童が在籍していたが、21世紀に入ってからは児童数の減少が著しい。
児童数 - 280名（2024年（令和6年）5月1日現在）
校歌 - 作詞・間宮緑陰 作曲・岡本敏明
校章 - 6枚の松の葉に囲まれた中に「大手」の文字（全体に金の縁取り）

## 沿革
- 1866年（慶応2年）11月 - 高田藩対面所（現在の榊神社）に藩士の子弟教育を目的とした藩校を設立。
- 1869年（明治2年） - 領奉行所跡地（現在の所在地）に移転し、同年に名称を脩道館と改称する。
- 1871年（明治4年） - 2月に廃藩置県のため高田県立脩道館に改称、同年11月に高田県廃止のため柏崎県立脩道館に改称し、さらに翌年2月に官費学校の廃止のため私立高田第四分校へと2年の間に度々、管轄とそれに伴う名称を変更する。
- 1873年（明治6年）10月9日 - 私立高田第四分校内に第五中学区第壱番小学校が脩道館の校舎を利用して開校する。これが現在につながる最初の学校である。なお、私立高田第四分校は現在の新潟県立高田高校へとつながる学校である。
- 1878年（明治11年）9月 - 新校舎が完成。一昨年の火災からの復旧。公立が許可され高田町立第壱番小学校となる。
- 1886年（明治19年）4月 - 小学校令が公布され、第壱番尋常小学校と改称する。
- 1898年（明治31年）4月5日 - 併設されていた高田町立高田中学校（以前の私立高田第四分校）が馬場先（南城町3、高田高校の現在地）に移転したため、校舎を拡張する。
- 1910年（明治43年） - ほぼ現在の位置へ木造校舎を改築する。
- 1911年（明治44年）9月 - 市制が施行して高田町が高田市となったことにより高田市立第壱番尋常小学校となる。

- 1930年（昭和5年）4月 - 大手町尋常小学校に改称する。
- 1933年（昭和8年） - 校歌（先代）を制定。
- 1947年（昭和22年） - 学制改革により新制小学校として大手町小学校と改められた。

- 1950年（昭和25年） - 校舎改築40周年、創立77周年を記念して校歌（現校歌）と校章（現校章）を新しくする。
- 1971年（昭和46年）4月 - 高田市が直江津市と合併して上越市となったことにより上越市立大手町小学校となる。
- 1973年（昭和48年） - 創立100周年記念事業として現在の校舎が完成する。4階建ての鉄筋コンクリート造りであり、当時の地方都市の小学校としては大きな建物であった。また、体育館の床がほぼコンクリートむき出し（表面は薄いゴム）であり、落成当時から賛否両論であった（1988年（昭和63年）に木の床に改修）。

- 1977年（昭和52年）4月 - 文部大臣指定研究開発学校として初めての指定を受ける。「生活科」についての日本で最初の実験である。この後も複数回に渡って同様の指定を受けることとなり、総合学習の先進研究校として現在に至る。

- 2003年（平成15年）10月11日 - 創立130周年記念式典を実施した。
- 2023年（令和5年）5月 - 創立150周年記念事業を実施した（OBを招いたスポーツフェスティバル、OBによるジャズコンサート等）。

## 著名な卒業生
- 岡村道雄 - 考古学者
- 小川未明 - 児童文学者
- 郡司ななえ - （「ベルナのしっぽ」著者）
- 杉みき子 - 児童文学者
- 渡辺謙 - 俳優

## 主な進学先
- 上越市立城東中学校
- 上越教育大学附属中学校
- 新潟県立直江津中等教育学校

## アクセス
- えちごトキめき鉄道 - 妙高はねうまライン「高田駅」から徒歩15分
- 北陸自動車道 - 「上越IC」から車で15分
- 上信越自動車道 - 「上越高田IC」から車で15分
- バス - 「大手町」もしくは「大手町十字路」が最寄りバス停となり、そこから徒歩数分